# Giulio Fabrizio Tomasi
Giulio Fabrizio Tomasi, VIII principe di Lampedusa, IX duca di Palma, barone di Montechiaro e della Torretta, grande di Spagna e pari di Sicilia (Palermo, 12 aprile 1813 – Firenze, 27 settembre 1885), è stato un nobile e astronomo italiano.

## Biografia
Giulio Fabrizio Maria Tomasi, appartenente alla famiglia Tomasi di Lampedusa, fu bisnonno di Giuseppe Tomasi di Lampedusa nonché la figura storica a cui lo scrittore si ispirò per il personaggio di Principe Fabrizio Salina, protagonista del romanzo Il Gattopardo.
Di lui sappiamo relativamente poco e la sua figura storica è ricostruibile principalmente da quanto riferito dallo stesso scrittore e da quanto rimane della sua biblioteca, oggi in parte conservata a Palermo, presso l'archivio privato della famiglia Lanza Tomasi.
Giulio Tomasi nacque a Palermo il 12 aprile 1813, erede di quella che era allora un'importante famiglia dell'aristocrazia siciliana: dal padre, Giuseppe Tomasi e Colonna, ereditò nel 1831 il titolo di Principe di Lampedusa e di Duca di Palma. Fu anche Grande di Spagna e sedette fra i Pari del Regno di Sicilia fino al 1848. Dalla madre, Carolina Wochinger, di origini tedesche, ereditò invece una certa attitudine teutonica al rigore intellettuale e allo scientismo illuminista settecentesco. Sposò Maria Stella Guccia e Vetrano, figlia del marchese di Ganzaria e zia del matematico Giovanni Battista Guccia, fondatore del Circolo Matematico di Palermo.
Personaggio difficilmente catalogabile, Giulio Tomasi fu certamente un aristocratico dotato di una cultura e di una curiosità intellettuale superiori alla media, come dimostra la sua ricca biblioteca, dove troviamo testi di astronomia, matematica, geometria, meccanica e fisica, fra i quali preziosi esemplari della Meccanica Analitica di Joseph-Louis Lagrange e uno dei primissimi volumi stampati del celebre Kosmos di Alexander von Humboldt. Totalmente autodidatta, Giulio Tomasi fu un astronomo dilettante, ma che riuscì ad ottenere "sufficienti riconoscimenti pubblici e gustosissime gioie private" (Il Gattopardo, pag. 25) come ne ebbe a ricordare il pronipote scrittore.
Sappiamo che nel 1853 creò un proprio osservatorio astronomico, in una sua villa nella Piana dei Colli, a nord di Palermo: conosciuta come Villa Lampedusa, per questa innovazione era all'epoca nota soprattutto come "Osservatorio ai Colli del Principe di Lampedusa". Alla sua morte, avvenuta a Firenze nel 1885, l'Osservatorio ai Colli fu frazionato fra gli eredi e la strumentazione astronomica venduta.